# Kištra
Kištra predstavlja udruženje građana (UG) za promociju zanatskog pivarstva u Republici Srpskoj. Udruženje je osnovano u maju 2017. godine u Istočnom Sarajevu. Pod okriljem udruženja Kištra funkcionišu tri grupe kućnih proizvođača zanatskog piva iz Istočnog Sarajeva: Kurtenđur, Pivarska zadruga Šerpasi i Gazdino. Funkciju predsjednika udruženja od 2017. godine vrši Vedran Kurteš.

## Ciljevi Udruženja građana "Kištra"
Neki od osnovnih ciljeva UG Kištra su:
- izučavanje, promocija, unapređivanje proizvodnje zanatskog piva, povezanih vještina i znanja i pivarske kulture uopšte.
- organizovanje predavanja, seminara, radionica i drugih okupljanja sa temama vezanim uz kulturu izrade zanatskog piva.
- organizovanje ekskurzija i posjeta istaknutim zanatskim pivarama, pivnicama, proizvođačima sirovina, sajmovima i festivalima u zemlji i inostranstvu
- širenje informacija vezanih za kulturu izrade i uživanja piva putem interneta i drugih javnih medija.
- saradnja sa drugim institucijama, društvima i udruženjima iz srodnih oblasti

Udruženje za promociju zanatskog pivarstva „Kištra“ je od 2016. godine organizovalo četiri veća festivala zanatskog piva u Istočnom Sarajevu.
Na svim dosadašnjim festivalima je učestvovalo preko 20 zanatskih i kućnih pivara iz BiH, Srbije, Crne Gore. Među izlagačima su bili:
- Kabinet (Srbija)
- Kaš (Srbija)
- Castrum (Republika Srpska)
- Gelender (Federacija BiH)
- Lovac (Federacija BiH)
- Beerokrata (Republika Srpska)
- Oldbridž (Federacija BiH)
- Semizburg (Federacija BiH)
- Raft (Republika Srpska)
- Pivarska zadruga Šerpasi (Republika Srpska)
- Kurtenđur (Republika Srpska)
- Gazdino (Republika Srpska)
- Lane (Republika Srpska)
- Fabrika (Crna Gora)

## Festivali i sajmovi
Prva promocija zanatskog piva pod nazivom „Mini festival domaćeg craft piva“ je održana 17. septembra 2016. godine u kafiću „New Folder“ u Istočnom Novom Sarajevu. Promociju je organizovala tada neformalne grupe proizvođača zanatskog piva iz Istočnog Sarajeva koja će u maju 2017.godine prerasti u UG Kištra. Na promociji su se predstavili sljedeći izlagači:
1. Brewberry hills (Istočno Novo Sarajevo)
2. Beerokrata (Pale)
3. MiG (Kiseljak)
4. DiV (Istočno Novo Sarajevo)
5. Gazdino (Istočno Novo Sarajevo)
6. Prvo fočansko (Foča)

U muzičkom dijelu festivala nastupali su DJ D2DR iz Istočnog Sarajeva i bend „La grange- ZZ Top Tribute band“ iz Širokog Brijega.

## Drugi mini festival domaćeg piva
Drugi festival zanatskog piva pod nazivom „Drugi mini festival domaćeg piva“ je održan 24.decembra 2016. godine u prostorijama bivšeg Doma kulture u Istočnom Novom Sarajevu. Na ovom festivalu, posjetiocima su se predstavili proizvođači iz Srbije i BiH.
1. Kaš (Beograd)
2. MiG (Kiseljak)
3. Kurtenđur (Istočno Novo Sarajevo)
4. Pivarska zadruga „Šerpasi“ (Istočno Novo Sarajevo)
5. Sestra (Sarajevo)
6. Brew pub (Sarajevo)
7. Beerokrata (Pale)
8. Prva fočanska pivara (Foča)
9. Craft Delegat (Sarajevo)

U zabavnom dijelu programa nastupio je bend „Still crazy“ iz Sarajeva.

## Ljetni festival zanatskog piva
Treći festival zanatkog piva „Kištra“ u Istočnom Sarajevu je održan 5.avgusta 2017. godine. Na ovom festivalu su učešće uzeli izlagači iz Srbije i BiH:
1. Kabinet (Beograd, Srbija)
2. Kaš (Beograd, Srbija)
3. Lovac (Široki Brijeg, BiH)
4. Castrum (Doboj, BiH)
5. Craft Delegat (Sarajevo, BiH)
6. Semizburg (Sarajevo, BiH)
7. Beerokrata (Pale, BiH)
8. Oldbridž (Mostar, BiH)
9. Gelender (Sarajevo, BiH)
10. UG Kištra (Kurtenđur, Gazdino, PZ Šerpasi) (Istočno Sarajevo, BiH)
11. Raft (Foča, BiH)

U zabavnom dijelu nastupila su dva benda „Ozmood Pinglwood“ iz Sarajeva i „La grange“ iz Širokog Brijega.

## Zimski sajam zanatskog piva
Četvrti sajam zanatskog piva „Zimski sajam zanatkog piva Kištra“ održan je 23.decembra 2017. godine u prostorijama bivšeg Doma kulture u Istočnom Sarajevu. Na sajmu se predstavilo nekoliko zanatskih i kućnih pivara iz BiH i Crne Gore.
1. Fabrika (Risan, Crna Gora)
2. Craft Delegat (Sarajevo, BiH)
3. Beerokrata (Pale, BiH)
4. Gelender (Sarajevo, BiH)
5. Semizburg (Sarajevo, BiH)
6. UG Kištra (Gazdino, PZ Šerpasi, Kurtenđur) (Istočno Sarajevo, BiH)
7. Raft (Foča, BiH)

U zabavnom dijelu programa nastupio je bend „Bluesa“ iz Sarajeva i lokalni DJ Aya.

## Prvi festival zanatskog piva Pale 2018
U junu 2018. godine Udruženje Kištra je uzelo učešće u organizaciji dva festivala zanatskog piva. Prvi festival koji je organizovan je bio na Palama 9.juna 2018. godine na kojem je učestvovalo šest pivara sa područja Sarajevsko- romanijske regije. U pitanju su Beerokrata, Badžo, Lane, Gazdino, Šerpasi i Kurtenđur. Organizaciju festivala pomogao je Grad Istočno Sarajevo i kafići RnR i Jam Jar sa Pala. Na festivalu je nastupala muzička grupa "Sunday stories" iz Sarajeva 

## Platan Craft fest
Krajem juna (30.06.) u Trebinju je uz pomoć UG Kištra a u organizaciji Grada Trebinje, Turističke organizacije Trebinje, Agrarnog fonda i HET-a Trebinje organizavan prvi Platan Craft fest koji je okupio izlagače iz BIH i Crne Gore. Na ovom festivalu su učestvovali: Džudžan (Mostar), Beerokrata (Pale), Šerpasi (Istočno Novo Sarajevo), Lane (Istočno Novo Sarajevo), Gazdino (Istočno Novo Sarajevo), Fabrika (Risan), Raft (Foča), Lovac (Široki Brijeg). Na festivalu je nastupala muzička grupa "Krugovi u žitu" iz Trebinja.

## Peti festival zanatskog piva Kištra
U avgustu 2018. godine održan je Peti festival zanatskog piva Kištra. Festival je održan  prve subote u avgustu (4.avgust) kada se obilježava i Svjetski dan piva. Na festivalu su učestvovali izlagači iz iz BiH, Srbije i Crne Gore. Među izlagačima su bili : Kabinet (Beograd), Fabrika (Risan), Beerokrata (Pale), Raft (Foča), Craft Delegat (Sarajevo), Šerpasi (Istočno Sarajevo), Lane (Istočno Sarajevo), Kurtenđur (istočno Sarajevo), Gazdino (Istočno Sarajevo). U večernjem dijelu programa nastupila su dva benda:Gitarinet i Vesele osamdesete iz Srbije.
Dan prije festivala održana je panel diskusija na temu zanatskog pivarstva u organizaciji UG Kištra.

## Zimski festival
Zimski festival zanatskog piva održan je u decembru 2018. godine. Na festivalu je učestvovalo nekoliko izlagača: Kabinet, Fabrika, Raft, Beerokrata, Šerpasi, Kurtenđur, Lane, Gazdino.  Po prvi put festival je imao takmičarski karakter jer je publika na kraju birala najomiljenijeg izlagača. Pobjednik Zimskog festivala zanatskog piva "Kištra 2018" je  je bio "Craft Delegat" iz Sarajeva. Osim izlagača na festivalu je učestvovao i proizvođač začina "Ljutko" iz Tuzle, koji se predstavio sa više vrsta različitih proizvoda.